# Kosmos 307
O Kosmos 307 (em russo: Космос 307) também denominado DS-P1-Yu Nº 26, foi um satélite artificial soviético lançado ao espaço com sucesso no dia 24 de outubro de 1969 através de um foguete Kosmos-2I a partir de Kapustin Yar.

## Características
O Kosmos 307 foi o vigésimo sexto membro da série de satélites DS-P1-Yu e o vigésimo quarto lançado com sucesso após o fracasso dos lançamentos do segundo e do vigésimo terceiro membros da série. Sua missão era auxiliar sistemas antissatélites e antimíssil soviéticos.
O Kosmos 307 foi injetado em uma órbita inicial de 2178 km de apogeu e 220 km de perigeu, com uma inclinação orbital de 48,4 graus e um período de 109,2 minutos. Reentrou na atmosfera terrestre em 30 de dezembro de 1970.